# Edward Stachura
Edward Jerzy Stachura, pseudonim „Sted” (ur. 18 sierpnia 1937 w Charvieu, zm. 24 lipca 1979 w Warszawie) – polski poeta, prozaik, pieśniarz i tłumacz, laureat Nagrody Fundacji im. Kościelskich (1972); do listopada 1948 mieszkał we Francji. Zaliczany do grona poetów wyklętych.

## Życiorys

### Lata dziecięce
Urodził się w rodzinie polskich emigrantów w Charvieu (jako miejsce urodzenia podawał również Pont-de-Cheruy i Reveil), w departamencie Isère, w regionie Rodan-Alpy (wschodnia Francja). Był drugim dzieckiem Stanisława i Jadwigi Stachurów. Oprócz Edwarda, Stachurowie wychowywali jeszcze Ryszarda, Elianę i Jana. Na chrzcie otrzymał imiona Jerzy Edward (zmiany na Edward Jerzy dokonał dopiero w Polsce). Rodzice Stachury wyjechali do Francji w poszukiwaniu pracy. Mieszkali tam 26 lat, w tym przez 6 początkowych lat tułali się po kraju w poszukiwaniu zatrudnienia. Stachura od najmłodszych lat wykazywał talent do rysunku. Matka wspominała, że jeszcze podczas pobytu we Francji dziewięcioletni Edzio wraz z kolegą wymalowali ściany niedalekiej kafejki, wprawiając w zachwyt bywalców. Wspomnienia z dzieciństwa zawarte są w opowiadaniu Jak mi było na Mazurach (1962). Języka polskiego Stachura nauczył się we Francji, w polskiej szkole, do której uczęszczał w czwartki (dzień wolny od nauki). Rodzina wróciła do Polski w listopadzie 1948. Początkowo chcieli osiąść w Gliwicach, lecz zmienili plany i zamieszkali w Łazieńcu, niedaleko Aleksandrowa Kujawskiego. Tam po rodzicach matka odziedziczyła dom i kawałek pola. Dzieciństwo spędzone we Francji i nauka francuskiego miały spory wpływ na styl przyszłego poety.

### Edukacja
11-letni Stachura rozpoczął naukę w Szkole Podstawowej nr 2 w Aleksandrowie Kujawskim. Uczniem był raczej przeciętnym. Na początku miał problemy z językiem polskim, lecz nadrobił zaległości. Maciej Zegarowski, znajomy z klasy wspominał: 

Nie był lubiany, bo kto lubi chłopaka, który się mądrzył, który kogoś poprawiał bez przerwy albo zwracał uwagę. My nie byliśmy przyzwyczajeni by zwracać uwagę nauczycielce czy też coś jej odpowiedzieć. On uważał to za swój obowiązek, jeśli miał jakieś uwagi czy coś więcej wiedział, głośno o tym mówił.

Szkołę podstawową ukończył w 1952 i rozpoczął naukę w Liceum Ogólnokształcącym im. Stanisława Staszica w Ciechocinku, do którego uczęszczał do 1955. Do oddalonego od rodzinnego domu Ciechocinka początkowo dojeżdżał pociągiem, a jego ulubionym zajęciem było wyskakiwanie z pociągu dla skrócenia drogi do domu.
Stachura zaczął pisać w wieku 17 lat, gdyż (w ten sposób wypowiada się bohater jego książki Fabula Rasa): „Był w liceum jeden piszący wiersze chłopak, z którego wielu kolegów drwiło (…), więc wziąłem się też za pisanie wierszy, żeby przejąć na siebie połowę drwin i w ten sposób ulżyć mu w niedoli”. Już w liceum planował podjęcie studiów z elektroniki, jednak rozbudzone przez Janusza Żernickiego (tego samego, którego ratował od opresji) zainteresowania artystyczne zaowocowały zmianą planów życiowych. Odbiło się to na wynikach w nauce. Zatargi z nauczycielami zmusiły Stachurę do ukończenia nauki już nie w Ciechocinku, lecz w Gdyni. Stachura był skonfliktowany z ojcem, który stosował wobec niego przemoc fizyczną, przez co często uciekał z domu. Nocował u mieszkającej w pobliżu ciotki. Przez rodzinę uznany został za odmieńca, zwłaszcza po zmianie planów dotyczących studiów i kariery zawodowej. Konflikt z ojcem miał wpływ na formowanie się osobowości poety.
W Gdyni Stachura mieszkał w internacie. Maturę zdał w Szkole Ogólnokształcącej Stopnia Podstawowego i Licealnego. Na świadectwie dojrzałości oceny bardzo dobre miał z przedmiotów ścisłych, natomiast z języka polskiego jedynie dostateczny. Nie został dopuszczony do egzaminów wstępnych do Wyższej Szkoły Sztuk Plastycznych w Gdańsku-Sopocie z powodu niesystematyczności. Stracony rok zamierzał spożytkować, dużo pisząc i malując. Nie udało mu się jednak zrealizować tych zamierzeń, gdyż wrócił do Aleksandrowa, gdzie musiał pracować na utrzymanie. Zatrudnił się w spółdzielni ogrodniczej, w której zbijał skrzynki oraz pracował w domu, nosząc wodę i chodząc do lasu po drewno. Jego konflikt z ojcem trwał nadal.
W 1956 jako wolny słuchacz uczestniczył w zajęciach na Wydziale Sztuk Pięknych Uniwersytetu Mikołaja Kopernika w Toruniu. Stachura podjął studia w roku akademickim 1957/58 na Katolickim Uniwersytecie Lubelskim. Nie wiadomo, co przesądziło o wyborze tej uczelni, być może późny termin egzaminu wstępnego na romanistykę. Sam Stachura nie był religijny w tradycyjnym znaczeniu tego słowa. Na studia został przyjęty i otrzymał indeks Wydziału Nauk Humanistycznych. Nie otrzymał miejsca w akademiku i stypendium. Zdarzało mu się spać na dworcu i żebrać. Miejsce w domu studenckim otrzymał po dwóch miesiącach starań. Mieszkał w sali zbiorowej z łóżkami piętrowymi, lecz potrafił w tych warunkach znaleźć czas na pisanie. Kilka swych wierszy wydrukował w „Sztandarze Ludu”, organie Komitetu Wojewódzkiego Polskiej Zjednoczonej Partii Robotniczej w Lublinie. Odbył również swój pierwszy wieczór autorski. Wsparcia wydawniczego poszukiwał również w Warszawie i Toruniu. Przez pewien okres życia w akademiku utrzymywał się głównie z grania na pieniądze w pokera i w szachy.
W 1960 roku przeniósł się na Uniwersytet Warszawski. Jego przeprowadzka do stolicy prawdopodobnie była motywowana przede wszystkim chęcią ułatwienia publikacji jego utworów. 26 czerwca 1965 uzyskał dyplom magistra filologii romańskiej (praca magisterska Situation d’Henri Michaux). Egzamin magisterski zdał z wynikiem dobrym. Równocześnie pracował nad poematem Po ogrodzie niech hula szarańcza.

### Początki twórczości
Za prasowy debiut Stachury uznaje się druk dwóch wierszy (Metamorfoza i Odnalazły się marzenia) w gdańskim dwutygodniku „Uwaga” w 1956. Wystąpił jako członek grupy „Kontrasty”, do której wciągnął go Mietek Czychowski, nieformalny przywódca gdańskiej cyganerii.
Debiut literacki przypadł na okres małej stabilizacji, na którą twórcy literaccy zareagowali stworzeniem „Orientacji Poetyckiej Hybrydy”. Stachura miał za sobą druk wierszy w „Twórczości”. Książkowym debiutem Stachury nie był jednak tomik poezji, lecz zbiór opowiadań Jeden dzień (1962). Po jego wydaniu autor złożył podanie o przyjęcie do Związku Literatów Polskich. Dobry dzikus – tak zatytułował w „Odrze” recenzję Jednego dnia Jacek Łukasiewicz. Bohater jego prozy jawił się jako człowiek wyobcowany, widzący konflikt pomiędzy wolnością jednostki a ograniczeniami nakładanymi przez kulturę. Zaobserwować można było filozoficzne skłonności autora.

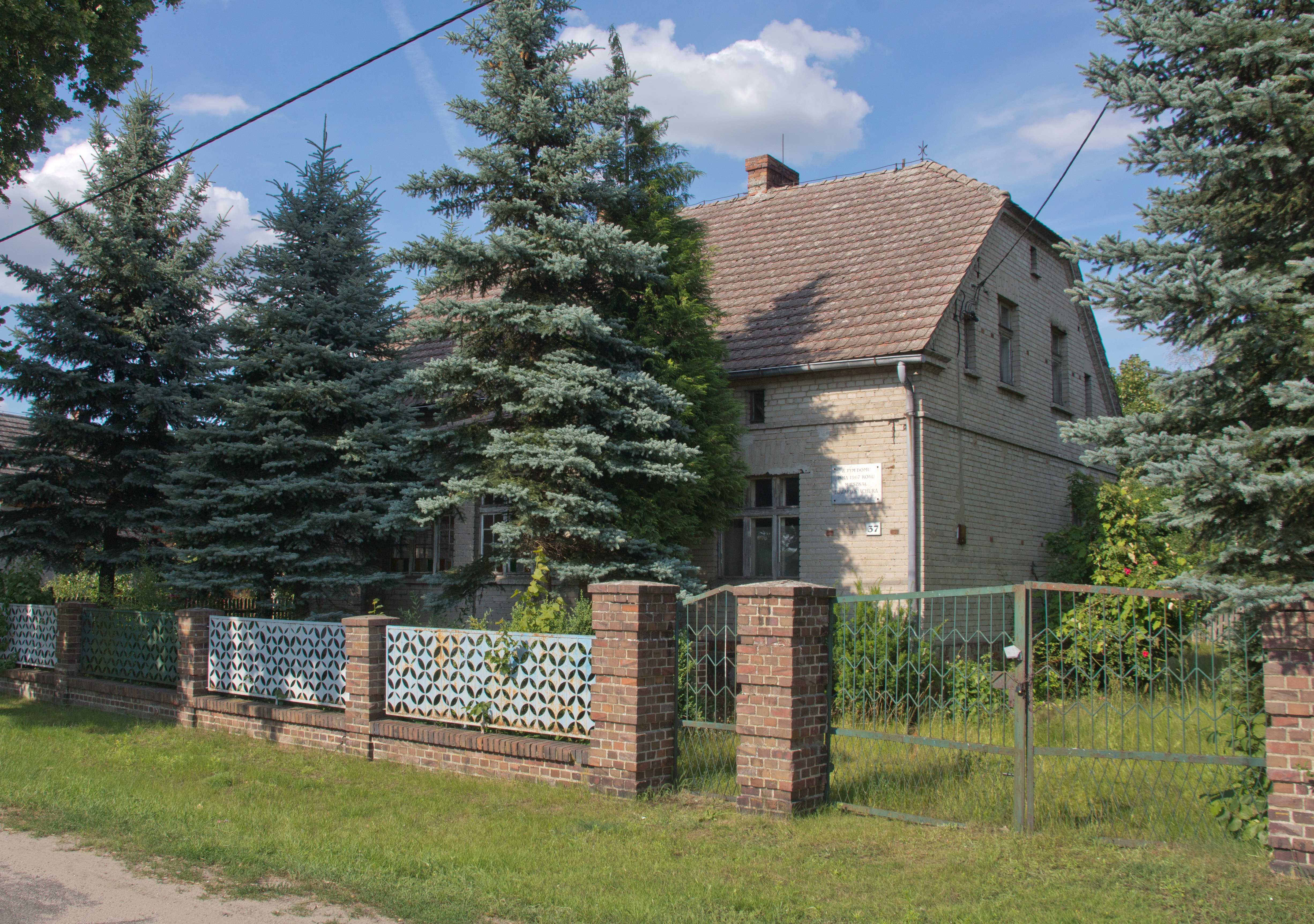
Dom w Grochowicach, w którym w roku 1967 mieszkał Edward Stachura (2016)

Ważnym etapem literackiego życiorysu Stachury były pobyty na ziemi głogowskiej. W styczniu 1967 przyjechał do gminy Kotla na zaproszenie przyjaciela Jana Czopika-Leżachowskiego. Kotlę odwiedzał wiele razy, najczęściej z żoną Zytą (korespondencja z Wacławem Tkaczukiem i Bogusławem Żurakowskim z 1967 roku). Kilka miesięcy później Stachura napisał podanie do Komisji Ryczałtów Terenowych Związku Literatów Polskich, o treści: „Uprzejmie proszę o przyznanie mi ryczałtu terenowego. Chciałbym wyjechać do województwa zielonogórskiego, gdzie zimą 1966/67 pracowałem jako robotnik leśny na zrębie (wieś Grochowice, nadleśnictwo Sława Śląska). Ukończyłem pisanie powieści pt. Cała jaskrawość. Zamierzam pisać kolejną prozę, której akcja toczyłaby się wokół tamtych leśnych, że tak powiem, spraw. W związku z tym chciałbym sprawdzić i uzupełnić posiadane notatki, a także zebrać dodatkowy materiał, a także przeprowadzić szereg rozmów z moimi byłymi towarzyszami pracy i tak dalej…”. We wspomnianych w liście Grochowicach poeta mieszkał (w domu nr 37) w okresie od początku stycznia do połowy lutego 1967 roku.
Stachura ponownie przebywał w Kotli od końca września do początku listopada 1968.
Pobyt w Kotli i okolicy dostarczył wielu obserwacji wykorzystanych później w powieści Siekierezada albo Zima leśnych ludzi. Sporządzał notatki utrwalające materiał do przyszłej powieści – zapisywał pomysły oraz rozmowy drwali, szkicował opisy i refleksje oraz planował kolejne czynności przygotowawcze. Tłem powieści, która ukazała się w 1971 roku, były okoliczne lasy i wsie: Grochowice i Kotla (kryją się one pod nazwami Bobrowice oraz Hopla). Prototypami postaci byli tamtejsi mieszkańcy i pracownicy leśni (m.in. Władysław Majdański i Michał Serediuk).
Wokół ludzi i miejsc, które poeta uwiecznił w powieści Siekierezada albo Zima leśnych ludzi, ogniskowała się idea „Stachuriad”, odbywających się w Grochowicach w latach 1983–1987, reaktywowanych w latach 90. i kontynuowanych.
W 1972 roku zagrał turystę wracającego do kraju w filmie fabularnym Rewizja osobista.
W 1979 roku Stachura wydał książkę Fabula rasa. Zredagowana została w latach 1978–1979, podczas rozwoju choroby psychicznej poety, kiedy występowały u niego symptomy maniakalne. Stachura nalegał nawet (bezskutecznie), aby jego imię na okładce książki zostało zastąpione zwrotem CZŁOWIEK–NIKT.

### Życie prywatne
Nie miał dzieci. 5 kwietnia 1962 Stachura ożenił się z Zytą Anną Bartkowską, studentką Uniwersytetu Warszawskiego, pisarką posługującą się pseudonimem Zyta Oryszyn. Temu okresowi życia Stachury nadal towarzyszyły trudności materialne. 27 września 1972 małżeństwo zostało rozwiązane mocą wyroku sądowego (sygn. akt IIIC 1469/72 i IIIC 1970/72). Rozpad małżeństwa wpędzał Stachurę w zaburzenia depresyjne, podczas których myślał o samobójstwie. Odejście ukochanej kobiety było dla niego nie do zaakceptowania.
Stachura palił papierosy, nie stronił także od alkoholu, zwłaszcza tequili, jednak nie był od niego uzależniony.
Oprócz języka polskiego mówił płynnie po francusku i hiszpańsku, znał język rosyjski, niemiecki i angielski.

### Podróże
Często podróżował; w 1966 – Jugosławia, 1971 – Bliski Wschód (gł. Syria), 1972 – Norwegia, 1973 – Szwajcaria i Francja, drugi pobyt w Norwegii, 1974 – podróż do USA, Kanady i Meksyku. Dwukrotnie odwiedził Węgry. W czasie podróży stypendialnej (1969–1970) do Meksyku studiował literaturę na tamtejszym UNAM.

### Śmierć

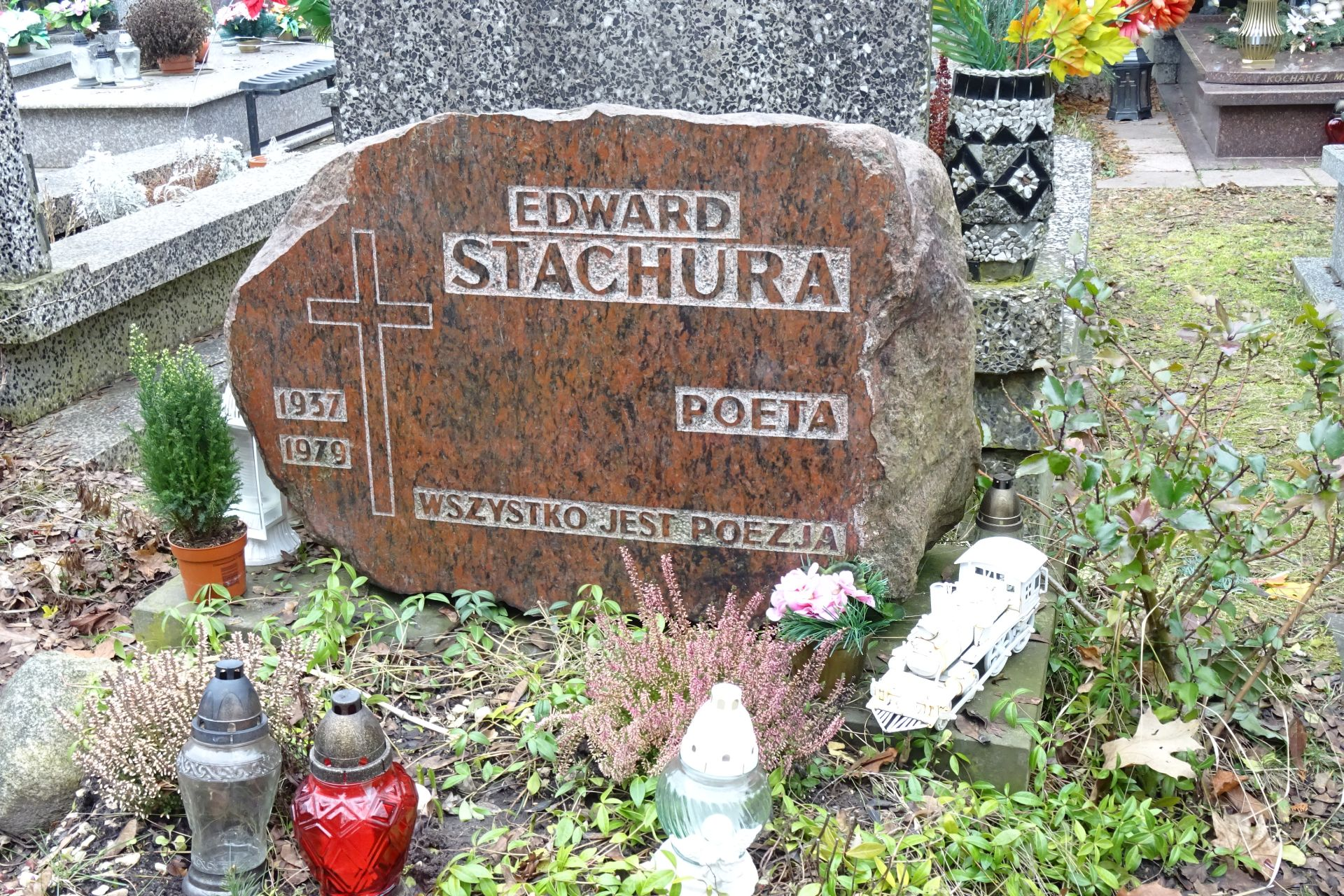
Grób Stachury na cmentarzu Komunalnym Północnym w Warszawie (2023)

24 lipca 1979 Edward Stachura zmarł śmiercią samobójczą w swoim mieszkaniu w bloku przy ul. Rębkowskiej 1 w Warszawie, na Pradze-Południe. Cztery miesiące wcześniej, 3 kwietnia 1979, prawdopodobnie próbował popełnić samobójstwo (rzucił się pod nadjeżdżający elektrowóz, w wyniku czego stracił cztery palce prawej dłoni). Po tym wypadku leczył się w szpitalu psychiatrycznym „Drewnica” w Ząbkach pod Warszawą z rozpoznaniem psychozy depresyjno-urojeniowej (choroba afektywna dwubiegunowa). Przez kilka miesięcy przed śmiercią pisał dziennik Pogodzić się ze światem. 20 lipca 1979 ponownie zgłosił się na leczenie do szpitala „Drewnica”. Na drugi dzień oddalił się bez wiedzy personelu.
24 lipca 1979 po popiciu herbatą większej ilości tabletek o nieustalonej nazwie (prawdopodobnie uspokajających lub nasennych) nieskutecznie próbował podciąć sobie żyły nożem kuchennym, a następnie stanął na taborecie i powiesił się na sznurze umocowanym do haka w suficie. Nie był w stanie wytrącić spod siebie taboretu, stracił przytomność i zmarł w pozycji półwiszącej (według raportu milicyjnego śmierć nastąpiła przez zadzierzgnięcie). W pokoju zmarłego, na stole, znaleziono rękopis jego ostatniego wiersza o nazwie List do pozostałych, w którym poeta żegna się z ludźmi i ze światem. Poniżej fragmenty Listu do pozostałych:

Umieram

Za winy moje i niewinność moją

Za brak który czuję każdą cząstką ciała i każdą cząstką duszy

Za brak rozdzierający mnie na strzępy jak gazetę zapisaną hałaśliwymi nic nie mówiącymi słowami

(...)

Bo trupem jest wszelkie ciało

Bo ciężko strasznie i nie do zniesienia

Za możliwość przemienienia

Za nieszczęście ludzi i moje własne które dźwigam na sobie i w sobie

Bo to wszystko wygląda że snem jest tylko koszmarem

Bo to wszystko wygląda że nieprawdą jest

Bo to wszystko wygląda że absurdem jest

Bo to wszystko tu niszczeje gnije i nie masz tu nic trwałego poza tęsknotą za trwałością

Bo już nie jestem z tego świata i może nigdy z niego nie byłem

Bo wygląda że nie ma tu dla mnie żadnego ratunku

Bo już nie potrafię kochać ziemską miłością

Bo noli me tangere

Bo jestem bardzo zmęczony nieopisanie wycieńczony

Bo już wycierpiałem

Bo już zostałem choć to się działo w obłędzie najdosłowniej i najcieleśniej ukrzyżowany i jakże bardzo i realnie mnie to bolało

Bo chciałem zbawić od wszelkiego złego ludzi wszystkich i świat cały i jeżeli tak się nie stało to winy mojej w tym nie umiem znaleźć

Bo wygląda że już nic tu po mnie

Bo nie czuję się oszukany co by mi pozwoliło raczej trwać niż umierać trwać i szukać winnego może w sobie ale nie czuję się oszukany

Bo kto może trwać w tym świecie niechaj trwa i ja mu życzę zdrowia a kiedy przyjdzie mu umierać niechaj śmierć ma lekką

Bo co do mnie to idę do ciebie

Ojcze pastewny żeby może wreszcie znaleźć uspokojenie zasłużone jak mniemam zasłużone jak mniemam

Bo nawet obłęd nie został mi zaoszczędzony

Bo wszystko mnie boli straszliwie

Bo duszę się w tej klatce

Bo samotna jest dusza moja aż do śmierci

Bo kończy się w porę ostatni papier i już tylko krok i niech Żyje Życie

Bo stanąłem na początku bo pociągnął mnie Ojciec i stanę na końcu i nie skosztuję śmierci.

Po napisaniu Listu do pozostałych, Stachura zapisał swoje ostatnie słowa: 
bo kto śpi nikomu krzywdy nie czyni

 bo rozumiem nie-bycie i nie-czynienie

 bo kocham braci moich: Lao-tse, Buddę i Jezusa

 i kocham wszystkich ludzi i nie potępiam za [tekst nieczytelny]

 Bo w szpitalu
Z powodu decyzji rodziny sekcji zwłok nie przeprowadzono. 28 lipca 1979 został pochowany na Cmentarzu Komunalnym Północnym w Warszawie (kwatera W-XV-2, rząd 10, grób 13). Mowę pogrzebową nad otwartym grobem wygłosił Marian Grześczak. Po śmierci Stachury zauważono efekt Wertera.

## Dzieła literackie
Krytyka, wbrew samemu Stachurze, łączyła jego życie z twórczością. Pomiędzy wykreowanym bohaterem a realnym pisarzem stawiano znak równości. Jego utwory są wykonywane m.in. przez grupę Stare Dobre Małżeństwo, Jacka Różańskiego (płyta do muzyki Jerzego Satanowskiego), Jana Kondraka, Federację (płyta „Stachura-Poematy”), Marka Gałązkę, Sławomira Zygmunta, Hey, Jacka Wojciechowskiego, Annę Chodakowską, grupę Leniwiec (płyta Rozpaczliwie wolny), czy formację Babu Król oraz Fabula Rasa.

### Poezja
Stachura wypowiadał się w różnych formach: lirykach, poematach, utworach z pogranicza prozy poetyckiej, refleksyjnej i narracyjnej. Sięgał do stylu ballady i gawędy oraz bezpośredniej wypowiedzi odautorskiej na licznych spotkaniach autorskich, podczas których grał na gitarze i śpiewał własne teksty (np. Nie rozdziobią nas kruki, wrony czy Biała lokomotywa). Pisał także notatki o charakterze sylwy – luźne zapiski spostrzeżeń otaczającego go świata – głównie w podróży, wydane w dwutomowym zbiorze pt. Dzienniki. Zeszyty podróżne (tom I – lata 1956–1973; tom II – lata 1973–1979).
W jego twórczości dochodzi do głosu dramatyczny konflikt między naturalną potrzebą afirmacji życia, natury, człowieka i elementarnych wartości etycznych, a poczuciem obcości, egzystencjalnego lęku i odrazy do współczesnej ograniczającej wolności jednostki cywilizacji przez unifikację standardowych wzorców.
Stachura nazywany jest twórcą „poezji czynnej”: nie tylko często recytował i śpiewał swoje teksty, ale i tworzył je niejako „w drodze”, aktualizował i uzupełniał. Pisanie było dla niego równie naturalne, jak chodzenie, słyszenie, widzenie, spanie.
Utwory Stachury, poetyckie i prozatorskie oraz jego piosenki, wyprzedzały wiele innych publikacji i obiegowych idei młodzieżowej kontrkultury. W poetycki sposób ujmują idee powszechnego braterstwa ludzi (jak w Missa pagana – dla wszystkich starczy miejsca pod wielkim dachem nieba).

### Przekłady
Stachura prowadził również działalność translatorską z języka francuskiego i hiszpańskiego. Tłumaczył dzieła Ch. Baudelaire'a, J.C. Onettiego, G.G. Márqueza, J. Cortázara, J.L. Borgesa, P. Valéry'ego, A. Rimbauda, H. Michauxa. W połowie lat 60. zaprzyjaźnił się z Michelem Deguyem, francuskim poetą, redaktorem pisma „Po&sie”, którego twórczość przekładał na język polski. Z kolei piórem Deguya powstało tłumaczenie na język francuski Fabula rasa. W 1977 roku ukazał się po polsku w przekładzie Stachury wybór poezji Deguya.

## Prace
- Dużo ognia (tom poetycki, 1963)
- Przystępuję do ciebie (poemat, 1968)
- Po ogrodzie niech hula szarańcza (poemat, 1968)
- Piosenki, 1973
- Piosenki, 1974
- Kropka nad ypsylonem, 1975
- Wszystko jest poezja, 1975
- Piosenki i wiersze, dokument życia społecznego, Kłodzko, 1976
- Missa pagana, 1978
- Fabula rasa (proza, 1979)
- Dużo ognia i tak dalej, 1978
- Oto (proza, 1979)
- Poezje wybrane, oprac. K. Rutkowski, 1980
- Wiersze wybrane, 1982
- Wybór wierszy, wybór i wstęp Z. Fedecki, 1982
- Taki wieczór choć rano, wybrali i wstępem opatrzyli J. Koperski, J. Żernicki (wiersze 1987)
- Miłość jest wszystko, 1994
- Dolina obiecana, wybór tekstów i nota A. Bień, 1995
- Listy do pisarzy, oprac. D. Pachocki, Iskry 2006
- Listy do Danuty Pawłowskiej, oprac. D. Pachocki, 2007
- Dzienniki. Zeszyty podróżne 1, oprac. Dariusz Pachocki, Iskry 2010
- Dzienniki. Zeszyty podróżne 2, oprac. Dariusz Pachocki, Iskry 2011
- Taśmy Stachury, oprac. D. Pachocki, Lublin 2018.

### Opowiadania
- Jeden dzień, 1962
- Falując na wietrze, 1966
- Opowiadania, 1977
- Się, 1977
- Moje wielkie świętowanie, oprac. D. Pachocki (2007)

### Powieści
- Cała jaskrawość, 1969
- Siekierezada albo Zima leśnych ludzi, 1971

### Felietony, szkice, wyznania
- Wszystko jest poezja. Opowieść – rzeka., 1975
- Fabula rasa (proza, 1979)

### Listy
- Listy do pisarzy, oprac. D. Pachocki, 2006
- Listy do Danuty Pawłowskiej, oprac. D. Pachocki, 2007

### Pośmiertnie
- Poezje wybrane, 1980
- Poezja i proza (t. 1–5), 1982, 1984, 1987
- Postscriptum, 1990

### Adaptacje filmowe
- Siekierezada (1985) reż. Witold Leszczyński

## Dyskografia

### Albumy
- Piosenki (1985)
- Urodziny (1987)

### Albumy kompilacyjne
- Piosenki prawie wszystkie... (1993)

## Nagrody
Stachura dwukrotnie otrzymał Nagrodę im. Stanisława Piętaka – za tom poezji Po ogrodzie niech hula szarańcza (1969) oraz za powieść Siekierezada albo Zima leśnych ludzi (1972).
W 1972 został laureatem Nagrody Fundacji im. Kościelskich (3000 CHF) za twórczość powieściopisarską. Nagrodę odebrał w 1973 roku podczas pobytu w Szwajcarii.

## Upamiętnienie

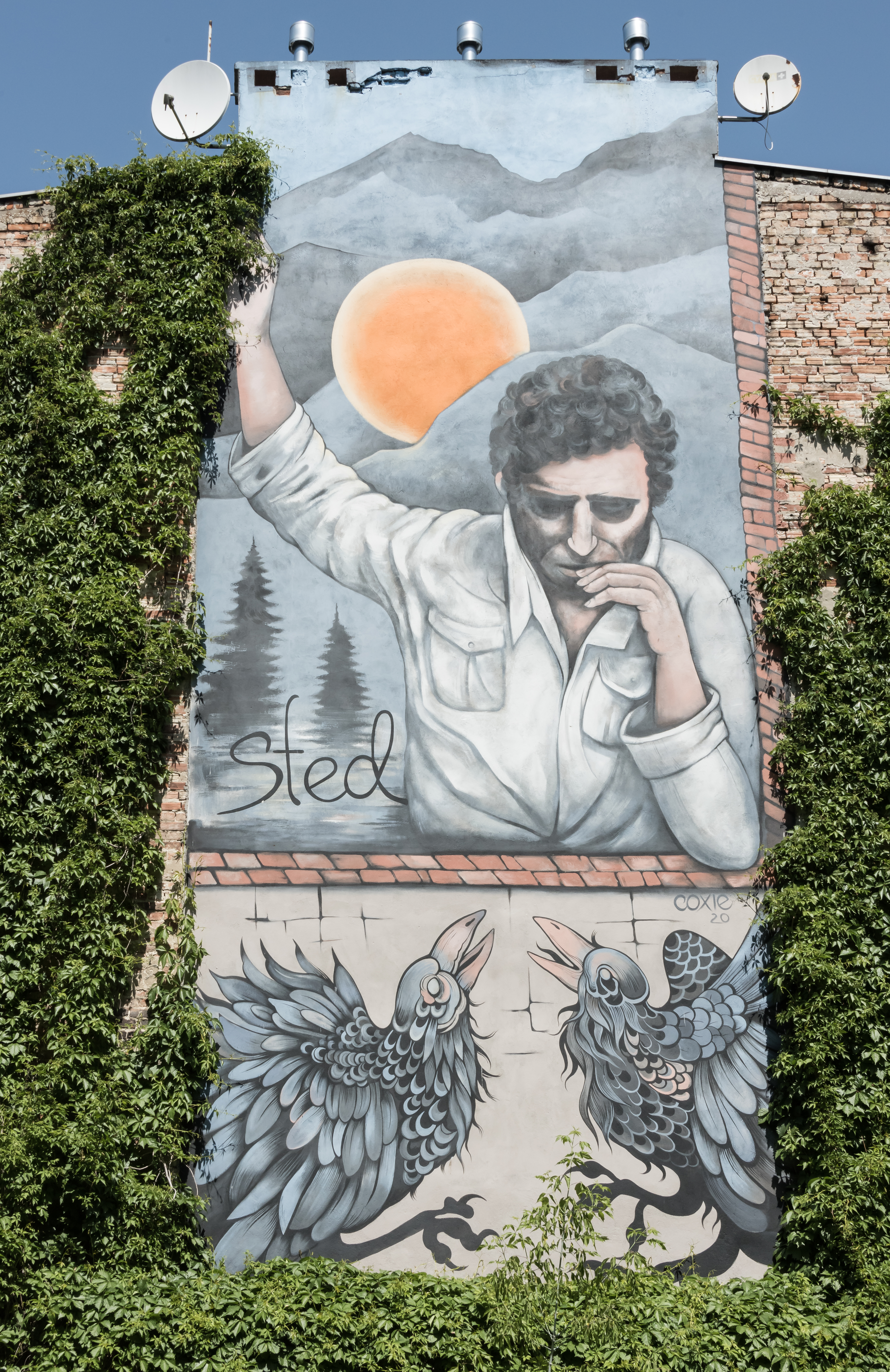
Mural upamiętniający Edwarda Stachurę przy ul. Rębkowskiej 4 w Warszawie (2023)

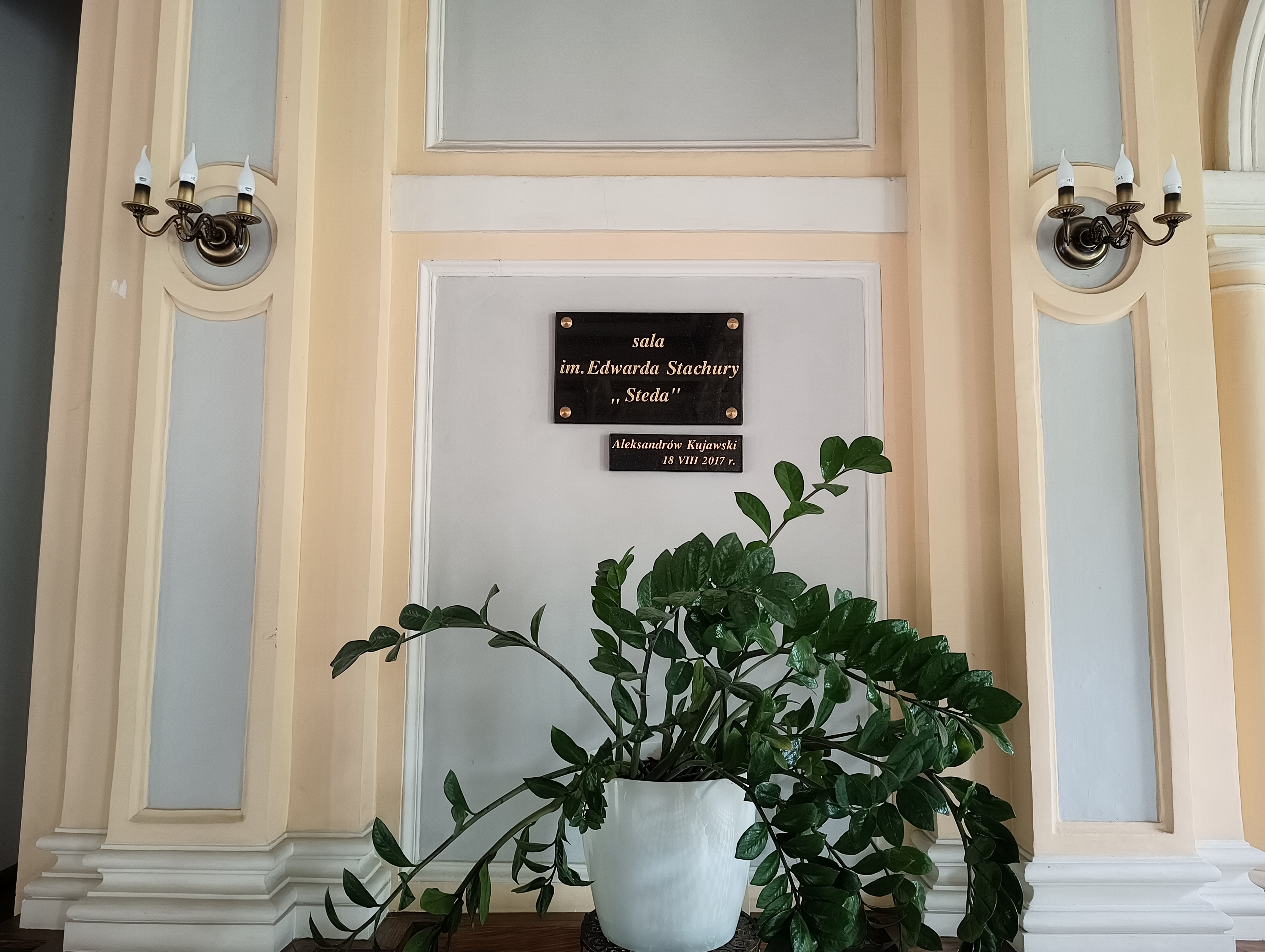
Dworzec kolejowy w Aleksandrowie Kujawskim, Sala koncertowo-konferencyjna imienia Edwarda Stachury "Steda" (2024)

- Film dokumentalny: Wszystko jest poezja: dokumentacja do filmu o życiu poety, reż. Andrzej Brzozowski (1990) (film zrealizowany w latach 1980–1981)
- Film dokumentalny: Literatura Niepokorna Edward Stachura, (1992)
- Rolę Stachury odtworzył wokalista zespołu Wilki, Robert Gawliński w filmie Wojaczek[74].
- Film dokumentalny: Edward Stachura z tego świata, reż. Teresa Kudyba (2014)
- Film dokumentalny: Życiopisanie, reż. Małgorzata Burzyńska-Keller (2014)
- 19 lutego 2015 w Dużej Auli Politechniki Warszawskiej odbył się koncert poświęcony twórczości Edwarda Stachury o nazwie Wszystko jest poezja[75].
- Stachura jest wspomniany w kanadyjskim filmie Cokolwiek posiadasz (Tout ce que tu possèdes) w reżyserii Bernarda Émonda, w którym główny bohater rzuca karierę uniwersytecką i zajmuje się tłumaczeniem wierszy Edwarda Stachury[76].
- W dniu 18 sierpnia 2017 r. imieniem Edwarda Stachury "Steda" nazwano salę koncertowo-konferencyjną w odrestaurowanej części budynku dworca kolejowego w Aleksandrowie Kujawskim. W latach wcześniejszych, od początku istnienia dworca do wczesnych lat XXI wieku, sala ta pełniła funkcję dworcowej restauracji I klasy.
- W 2020 roku na ścianie budynku przy ul. Rębkowskiej 4 (w sąsiedztwie Rębkowskiej 1, gdzie mieszkał poeta), na warszawskiej Pradze–Południe powstał mural z wizerunkiem „Steda” (Edwarda Stachury). Tutaj po jego śmierci odnaleziono w rękopisie ostatni wiersz poety pt. „List do pozostałych”[77].
- Edward Stachura jest patronem ulic m.in. w Warszawie, Gdańsku, Lublinie, Grudziądzu i Poznaniu[78].